# Alex Zahara
Alex Zahara est un acteur canadien né à Grande Prairie en Alberta.

## Filmographie
- 2019 : Un duo magique pour Noël (A Christmas Duet) de Catherine Cyran (TV) : Arnold
- 2015 : Liar, Liar, Vampire (TV) : Baron awesom
- 2014 : Lonesome Dove Church de Terry Miles : Butch Henley
- 2013 : L'Ordre des gardiens (The Hunters) de Nisha Ganatra (TV) : Docteur Kramer
- 2013 : Ma sœur, mon pire cauchemar (A Sister's Nightmare) (TV) : Docteur Shwarzstein
- 2011 : Once Upon a Time (TV) : Le roi Midas
- 2009 : Tornades de glace (Ice Twisters) de Steven R. Monroe (TV) : Damon Jarwell
- 2008 : Au cœur de la tempête (Storm Cell) (TV) : Joe
- 2007 : Smallville - Saison 7 épisode 7 : Dr Jansen (série télévisée)
- 2006 : Le Messager des ténèbres - Saison 3 épisode 2 : Maxwell Gunn (série télévisée)
- 2005 : Les Maîtres de l'horreur - Saison 1 épisode 7 : Dét. Patterson (série télévisée)
- 2004 : Open Range de Kevin Costner : Chet
- 2004 : The Keeper de Paul Lynch : Derick
- 2004 : Battlestar Galactica - Saison 1 épisode 11 : Valance (série télévisée)
- 1998 : Stargate SG-1 Saison 2 épisodes 13, 21 : Michael (série télévisée)
- 1999 : TV Business Saison 1 épisodes 3, 4, 5 : Wayne (série télévisée)
- 1999 : Au-delà du réel : L'aventure continue Saison 5 épisode 12 : Karl Rachemacher (série télévisée)
- 1999 : First Wave - Saison 2 épisode 8 : Gregory (série télévisée)
- 2000 : Andromeda - Saison 1 épisode 13 : Hanna (série télévisée)
- 2000 : Dark Angel - Saison 1 épisodes 11, 13 : Johanssen (série télévisée)
- 2001 : Kill Me Later de Dana Lustig : l'officier Larry
- 2002 : Stargate SG-1 - Saison 6 épisode 16 : Agar (série télévisée)
- 2002 : Jeremiah Saison 1 épisodes 1,2,8,14, 19 et 20 : Ezechiel (série télévisée)
- 2003 : Kingdom Hospital - Saison 1 épisodes 11, 12 Sol : Tarus (série télévisée)
- 2003 : Dead Zone - Saison 2 épisode 16 : Reg Granowitz (série télévisée)
- 2003 : Stargate SG-1 - Saison 7 épisode : 7, 8 : Warrick (série télévisée)
- 2025 : Destination finale : Bloodlines (Final Destination Bloodlines) de Zach Lipovsky et Adam B. Stein : Howard Campbell